# Łukasz (Konaszewicz)
Łukasz (zm. 21 grudnia 1757?/1 stycznia 1758) – biskup Rosyjskiego Kościoła Prawosławnego pochodzenia ukraińskiego.

## Życiorys
Absolwent Akademii Mohylańskiej w Kijowie. W 1727 został wykładowcą Akademii Słowiańsko-Grecko-Łacińskiej w Moskwie. Od 1732 był katechetą Korpusu kadetów w Petersburgu. Trzy lata później otrzymał godność archimandryty i został przełożonym Monasteru Simonowskiego.
28 września 1737 przyjął chirotonię biskupią i został ordynariuszem eparchii ustiuskiej. Założył w Ustiugu seminarium duchowne. Po roku został przeniesiony na katedrę kazańską. Zreorganizował seminarium duchowne w Kazaniu i przekazał mu swój osobisty księgozbiór. Angażował się w działalność misyjną wśród wyznawców islamu i pogan, dopuścił się jednak przekroczenia swoich kompetencji, siłą odbierając dzieci nieprawosławnym rodzicom i wymuszając na miejscowej ludności przyjmowanie chrztu. Z uwagi na skargi wpływające z tego powodu przeciwko osobie biskupa w 1755 Świątobliwy Synod Rządzący przeniósł go na katedrę biełgorodzką. Na nowej katedrze w szczególności opiekował się kolegium w Charkowie. Zmarł w 1758 i został pochowany w soborze w Biełgorodzie.